# Zafira Vrba Woodski
Zafira Vrba Woodski, född 28 januari 1980, är svensk-tjeckisk konstnär, pedagog, kurator, dödsdoula och transaktivist baserad i Stockholm. Woodski arbetar med video, foto, ljud, textil, pedagogik, performance och text i utforskandet av släktskap, queer historieskrivning, nutidsarkeologi och transperspektiv.
Woodski har barn tillsammans med Cal Orre och Mina Gäredal och har varit aktiv i mediadebatten om queer familjebildning. Hon har också uttalat sig om sin egen ansökan om byte av personnummer och kommenterat nya relaterade lagförslag. Woodski har också uttalat sig om svenska språkets brist när det kommer till pronomen. Själv skulle Woodski gärna slippa att ha något kön alls.

## Priser och utmärkelser
- 2022 – Loke's Rainbow Award för sin film Death is my pronoun under 6th Nordic Rainbow History & Culture Month[8]

- 2024 – Prisma Litteraturpris i kategorin Årets experimentella verk för sin bok Transtillstånd[9]

## Utställningar

### Soloutställningar (urval)
- Min identitet, Motala Konsthall, Motala (2017)[10]

- Transtillstånd, Galleri Hörnan, Falun (2020)[11]

- (in)visible, Malmö Konstmuseum, Malmö (2021)[12]

- Transtillstånd, Not Quite, Fengersfors (2022)[13]

- Transtillstånd, Konstepidemin, Göteborg (2022)[14]

- Pronomenserien, StaDemonia, Stockholm (2021)[15]

- Transtillstånd, Apotekshuset Konst & Kultur, Sollefteå (november 2021 - januari 2022)[16]

- Transtillstånd på Länsmuseet i Jönköping (2023)[17]

- Blodsband & Transtillstånd, Växjö Konsthall, Växjö (2025)[18]

### Grupputställningar (urval)
- Tänk på döden, Not Quite, Fengersfors (2024)[19]

- Homografiska Museet (2022)[20]